# Leon Cieślak
Leon Cieślak (ur. 20 czerwca 1914 w Wojnowicach koło Grodziska Wielkopolskiego, zm. 15 sierpnia 1953 w Otwocku), polski duchowny katolicki, pallotyn, pedagog.
Nauki na poziomie szkoły średniej pobierał w Collegium Marianum w Wadowicach na Kopcu, do stowarzyszenia pallotynów wstąpił w 1932. Święcenia kapłańskie przyjął w 1940. W czasie okupacji na tajnych kompletach odbywał studia w zakresie psychologii i pedagogiki (udokumentowane po wojnie dyplomami Uniwersytetu Jagiellońskiego). Lata wojenne spędził w Warszawie, prowadził zespoły samowychowawcze wśród młodzieży, inteligencji i nauczycielstwa. Kontynuował pracę w kołach samokształceniowych po upadku powstania warszawskiego, towarzysząc uchodźcom ze stolicy w Częstochowie, Krakowie i Poznaniu. W Częstochowie, we współpracy ze zmartwychwstankami, założył Bibliotekę Samowychowania; w ramach tej biblioteki wydał m.in. broszury Uśmiech dziecka i Ofiarowanie Polski Niepokalanemu Sercu Maryi (obie w 1946).
Należał do grona założycieli domów pallotyńskich w Częstochowie i Poznaniu. Po wojnie pozostał propagatorem samowychowania, prowadząc zespoły dla dzieci i dorosłych oraz wśród seminarzystów wadowickich, ołtarzewskich i otwockich.